# Devine Parker
Devine Parker (sinh ngày 2 tháng 9 năm 2000) là một vận động viên chạy nước rút người Bahamas. Cô là người gốc Grand Bahama và đã tham gia Giải vô địch Carifta và Rơle thế giới.